# Sân vận động Daugava (Riga)
Sân vận động Quốc gia Daugava (tiếng Latvia: Daugavas stadions) là một sân vận động đa năng ở Riga, Latvia, được khai trương lần đầu tiên vào năm 1927. Sân tổ chức các trận đấu bóng đá và giải đấu điền kinh. Từ năm 1992, sân vận động Daugava đã được chỉ định là một cơ sở thể thao có tầm quan trọng quốc gia và thuộc sở hữu của Chính phủ Latvia.

## Lịch sử
Sân vận động đầu tiên trên địa điểm được xây dựng vào năm 1927 và được vận hành lần đầu tiên bởi tổ chức thể thao Strādnieku un sargs (Công nhân Thể thao và Bảo vệ, SSS) liên kết với Đảng Công nhân Dân chủ Xã hội Latvia. Sau khi sân vận động đã bị bỏ hoang sau khi Liên Xô chiếm đóng Latvia năm 1940 và trong Chiến tranh thế giới thứ hai, sân vận động được tái lập vào năm 1945, với các công việc cải tạo bắt đầu vào năm 1949. Trước tháng 7 năm 1990, tổng sức chứa của sân vận động là hơn 10.000 người, nhưng sau khi phá hủy các khán đài phía bắc, phía đông và phía nam vào năm 1999, nó chỉ còn 5.683 người.
Đội tuyển bóng đá quốc gia Latvia đã chơi các trận đấu trên sân nhà của mình tại sân vận động Daugava từ năm 1991 đến năm 2000, khi sân vận động Skonto được công bố là một vị trí tạm thời trong khi kế hoạch cải tạo sân vận động Daugava đang được tiến hành, với đội trở lại Daugava vào mùa hè năm 2018. Đội thuê thứ hai kể từ tháng 6 năm 2018 là FS Metta/LU. Những đội thuê trước đó bao gồm FC Daugava, FK Daugava 90, JFK Olimps và những đội khác.
Hai địa điểm tập thể dục dưới khán đài chính, sân tennis và điền kinh và sân cỏ nhân tạo cũng là một phần của khu liên hợp. Trụ sở của Liên đoàn bóng đá Latvia được đặt trong khu liên hợp từ năm 1991 đến năm 2009, khi các văn phòng được chuyển đến Trung tâm Olympic Elektrum. Sân vận động Daugava có truyền thống tổ chức các buổi biểu diễn múa của Liên hoan khiêu vũ và bài hát Latvia.
Để kỷ niệm 90 năm độc lập của Latvia, vào ngày 19 tháng 10 năm 2008, một kỷ lục Guinness thế giới mới đã được thiết lập tại địa điểm dành cho hầu hết mọi người chạy 100 m trong một cuộc tiếp sức 24 giờ. Có 3.807 người đã tham gia.

## Dự án cải tạo
Dự án cải tạo sân vận động đã nhận được tiền từ Quỹ phát triển khu vực châu Âu và chính phủ Latvia năm 2015 và công việc chính thức bắt đầu vào tháng 9 năm 2017, sau khi hợp đồng trị giá 62 triệu euro được ký vào ngày 5 tháng 6 để tái thiết sân vận động và việc tạo ra khu văn hóa và thể thao Grīziņkalns trong môi trường xung quanh.
Vào ngày 15 tháng 5 năm 2018, giai đoạn đầu tiên của việc cải tạo đã hoàn thành, trong đó các khán đài mới được xây dựng trên cả hai phía khung thành, tăng sức chứa của sân vận động từ 5.683 chỗ ngồi lên 10.461 chỗ ngồi, khán đài chính phía tây với các cơ sở thể thao trong nhà, phòng hội nghị và cơ sở VIP đã được cải tạo hoàn toàn và màn hình bảng điện tử mới được lắp đặt. Sau khi cải tạo, sân vận động hiện đáp ứng được các yêu cầu của UEFA Loại 4 và IAAF Loại 2. Giai đoạn thứ hai và cuối cùng, trong đó việc xây dựng một mái nhà trên sân thượng phía tây, một sân băng mới thay thế cho sân cũ được xây dựng vào năm 1960 (phá hủy vào năm 2018) và các phòng thể thao đa chức năng mới được lên kế hoạch, dự kiến hoàn thành vào năm 2022.
Vào tháng 4 năm 2020, việc xây dựng đấu trường băng mới đã được bắt đầu sau khi giấy phép xây dựng cuối cùng được Hội đồng Thành phố Riga cấp. Hạn chót cho việc công bố địa điểm được ấn định vào tháng 3 năm 2021 để kịp cho Giải vô địch khúc côn cầu trên băng thế giới 2021.